# John Stol
Pour les articles homonymes, voir Stol.

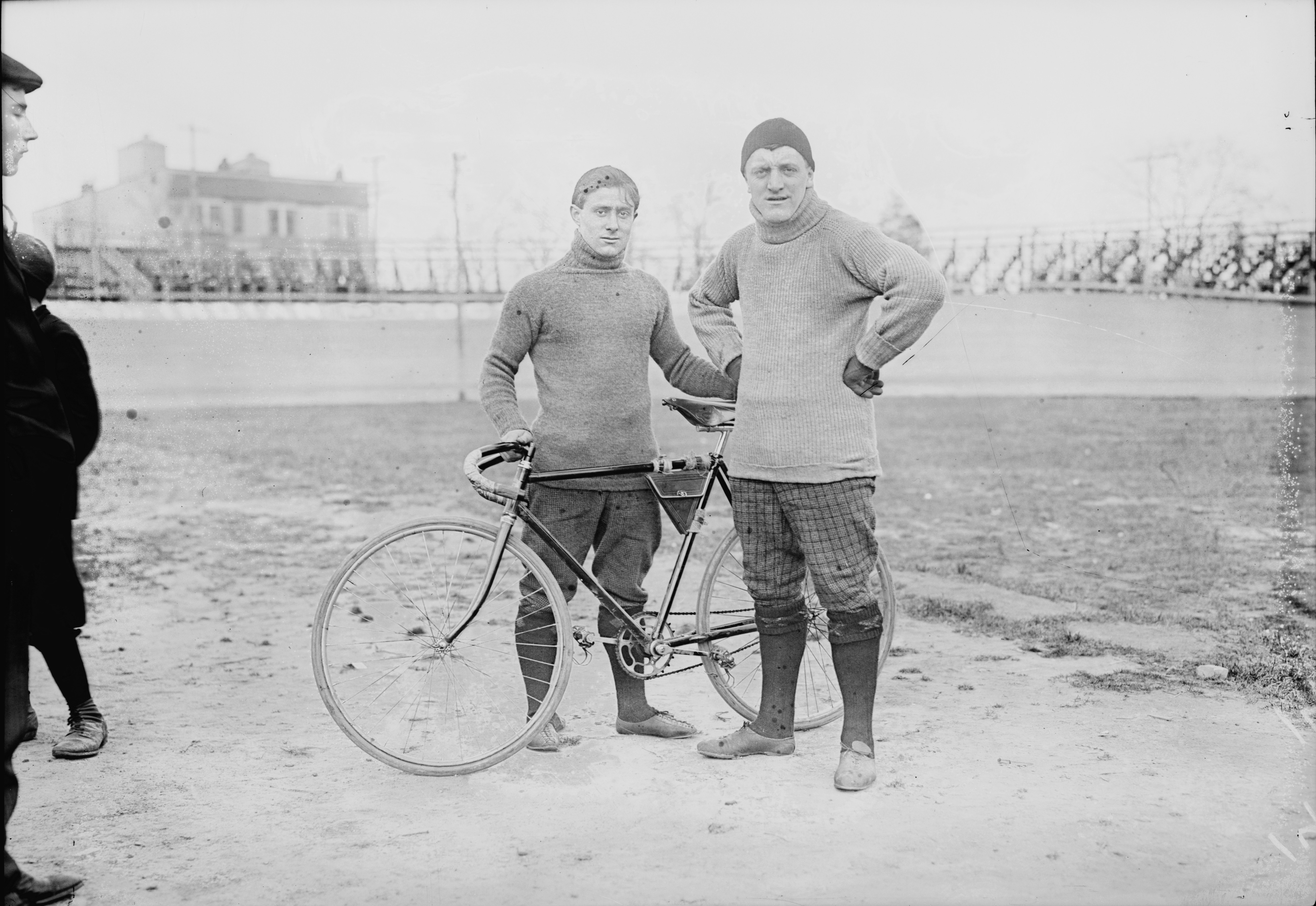
John Stol et Walter Rütt en 1908.

John Stol, né le 19 avril 1885 à Amsterdam et décédé le 26 juillet 1973, est un coureur cycliste néerlandais. Il a été le premier Néerlandais à remporter une course de six jours.

## Biographie
Le 18 juillet 1909, Stol est au départ de la course qui se termine par la catastrophe du vélodrome du jardin botanique à Berlin-Schöneberg mais en sort indemne. Il a par la suite refusé de participer à des courses de demi-fond derrière moto, prétendument à la demande de ses parents.

## Palmarès

### Six jours
- 1904
  - 2e des Six jours de New York
- 1907
  - Six jours de New York (avec Walter Rütt)
- 1908
  - 2e des Six jours de New York
- 1909
  - 2e des Six jours de Berlin
- 1910
  - 2e des Six jours de Berlin
- 1911
  - Six jours de Francfort (avec Walter Rütt)
  - Six jours de Berlin (avec Walter Rütt)
- 1912
  - Six jours de Berlin A (avec Walter Rütt)
  - Six jours de Berlin B (avec Walter Rütt)
- 1913
  - 2e des Six jours de Berlin
- 1914
  - Six jours de Bruxelles (avec Cyrille Van Hauwaert)
  - 2e des Six jours de Berlin

### Championnats des Pays-Bas
- 1913
  -  Champion des Pays-Bas de vitesse
  -  Champion des Pays-Bas des 25km
- 1914
  -  Champion des Pays-Bas de vitesse
- 1918
  -  Champion des Pays-Bas de vitesse
- 1919
  - 3e de la vitesse